# Ameni
Ameni va ser un militar egipci de la dinastia XII. Va servir molt probablement sota el rei Amenemhet II. Ameni era fill d'un personatge anomenat Qebu. Les seves dones van ser Itet, Renefankh i Medhu.
General de les tropes, és conegut sobretot per una sèrie d'esteles (Museu del Louvre C 35, Museu Egipci del Caire CG 20546, Museu Britànic 162) procedents d'Abidos i que adornaven una capella. En aquestes esteles, porta els importants títols de "Membre de l'elit", "Líder del pla d'acció", "Segell reial" i "Amic únic".
A cada estela s'hi esmenta una dona diferent. Les esteles d'Ameni no estan datades amb cap nom de rei. Tanmateix, per raons estilístiques, molt probablement daten de l'època dels reis Senusret I i Amenemhet II. Algunes frases biogràfiques presents a les esteles indiquen una datació més precisa sota aquest darrer rei.
Com a General de les tropes, era el principal responsable reial de l'organització de la força de treball utilitzada en les operacions militars, però també en els projectes de construcció.
La seva tomba va ser descoberta a Lisht, però encara no s'ha excavat del tot.